# Frontière entre l'Arabie saoudite et la Jordanie
La frontière entre l'Arabie saoudite et la Jordanie est la frontière séparant l'Arabie saoudite et la Jordanie. Elle va du golfe d'Aqaba à la frontière avec l'Irak.
Les deux seules provinces saoudiennes concernées sont la province de Tabuk, capitale Tabuk, et la province d'Al Jawf, capitale Sakaka.

## Historique
Officiellement, les frontières ont été fixées par une série d'accords entre le Royaume-Uni alors responsable de la Palestine mandataire et le gouvernement de ce qui allait devenir l'Arabie saoudite, elles sont formellement définies par l'accord d'Hadda du 2 novembre 1925. 
En 1965, la Jordanie et l'Arabie saoudite ont conclu un accord bilatéral qui réaligne et redéfinit la frontière. Celui-ci aboutit à un échange de territoire, et le littoral de la Jordanie sur le golfe d'Aqaba a été allongé d'environ dix-huit kilomètres.